# Литовское литературное общество
Литовское литературное общество (нем. Litauisch-Litterarische Gesellschaft; лит. Lietuvių literatūros draugija) — творческая ассоциация, основанная в 1879 году в прусском городе Тильзите (ныне Советск, Калининградская область, Россия).
Основателями общества стали видные учёные и литераторы того времени, среди которых были, в частности, Адальберт Бецценбергер, Фердинанд Нессельман, Эдуард Гизевиус, Франц Миклошич, Фридрих Куршат, Йонас Басанавичюс (Иван Басанович), Концевич и другие при участии как местных любителей литовского языка, этнографии и истории, так и учёных лингвистов и славистов. Первым президентом (1879–1881) стал Карл Рудольф Якоби (англ. Karl Rudolf Jacobi). В конце XIX века в обществе состояло около двухсот членов под председательством профессора Конрада Теодора Пройса. 
Главной целью Литовского литературного общества было заявлено объединение стремлений, направленных к изучению Литвы и сохранению памятников литовского языка, истории и этнографии. 
Собрания общества происходили главным образом в Тильзите, но могли также, в зависимости от числа местных членов, происходить в Кёнигсберге (ныне Калининград), Мемеле (ныне Клайпеда) и Рагните. 
Литовское литературное общество имело собственный печатный орган — «Mitteilungen» (букв. «Сообщения» или «Релизы»); до осени 1895 года увидело свет двадцать выпусков. При обществе был создан небольшой музей литовских древностей. 
В «Сообщениях» были напечатаны исследования и материалы по диалектологии и фольклору: Якоби — «О мемельском наречии», Юркшата — «О говоре Гальбрастском», Басановича — «Fragmenta mythologiae», песни и загадки из Ошкабали Волковышского уезда, сказки из Шавельского уезда, записанные Йонасом (Иваном) Шлюпасом, статьи Концевича по литовской этнографии, литературе и библиографии, статьи Юозаса Калненаса о народных преданиях Сувалкской губернии, немецкий перевод описания литовского свадебного ритуала А. В. Юшкевича, названия литовских лекарств И. Зембржицкого, литовские народные напевы и разные тексты, записанные А. Бецценбергером. Отдельно были изданы при поддержке прусского правительства «Dainu balsai», сборник литовских народных напевов Хр. Бартша, и «Gesmiu balsai», сборник литовских духовных напевов, составленный пастором Гофгейнцем. 
Членами общества были Сильвестрас Балтрамайтис, Антанас Баранаускас, Йонас Басанавичюс, Георг Зауэрвайн и другие. Участие литовцев русских губерний в делах Литовского литературного общества было незначительно вследствие малого распространения среди них немецкого языка и трудности получать «Сообщения».
В 1899 году руководителем организации стал Александрас Куршайтис, который занимал этот пост вплоть до закрытия Литовского литературного общества в 1923 году.